# Arıs (rivier)
De Arıs (Kazachs en Russisch: Арыс, Arys) is een rivier in het zuiden van Kazachstan en een zijrivier aan rechterzijde van de Syr Darja. De lengte bedraagt 378 kilometer en het oppervlak van het stroomgebied 14.900 km².
De rivier ontspringt op de hellingen van de Talas-Alataoe en de zijrivier de Boraldaj vanuit het gebergte Karataoe. In de bovenloop vormt het een bergrivier en in de benedenloop een valleirivier. De Arıs wordt vooral gevoed door sneeuw en regen en kent een gemiddeld debiet bij de stad Arıs van 46,6 m³/sec. Het waterniveau in de rivier is het hoogst in april en het laagst in augustus. De rivier wordt in de benedenloop gebruikt voor irrigatie van rijstvelden, waardoor uiteindelijk slechts een klein stroompje de Syr Darja bereikt. De belangrijkste zijrivieren zijn de Masjat, Aksoe, Sajramsoe, Boraldaj en Badam, waar zich veel sanatoria en recreatiecentra, die verbonden zijn aan de aanwezigheid van mineraalwaterbronnen. De Aksoe stroomt door het natuurreservaat zapovednik Aksoe-Dzjabagly, waar deze door een kloof van 600 meter hoog stroomt.
De vallei van de Arıs wordt al zeer lang bewoond. De noordelijke tak van de zijderoute liep er langs. Er bevinden zich veel middeleeuwse forten, waarvan Otrar, aan de instroom van de Arıs in de Syr Darja, het belangrijkste is.